# 漢摩拉比小姐
《漢摩拉比小姐》（韓語：미스 함무라비），為韓國JTBC於2018年5月21日起播出的月火連續劇，由《THE K2》郭正煥導演與原著小說作者文裕皙法官合作打造。此劇講述希望透過法庭保護弱者的新人法官朴充滿、堅守原則的菁英法官林正直及現實主義法官韓世尚，三個不同性格的法官組成的司法裁判部所發生的故事。
臺灣由愛奇藝台灣站獨家播出，香港由Viu免費播放。

## 演員陣容

### 主要人物
| 演員   | 角色                      | 介紹 | 香港配音 |
| 高雅羅 | 朴車伍琳 （港譯：朴充滿） | 1989年4月8日出生，29歲，首爾中央地方法院民事第44部左陪席法官。原是音樂學院的學生，為理想而退學，自學考進法律學院的活力女。總是高喊著「不要成為在權力睡著的市民」的口號，夢想「用雞蛋碰石頭」、「對強者必須展現強悍的一面、而對弱者則展現柔軟一面的法院」的菜鳥法官。親和力十足、熱情的個性讓她擁有許多同伴，與林正直不同，只要有她在就充滿歡笑。     | 梁珮瑤   |
| 金明洙 | 林正直（港譯：林正道）    | 29歲，首爾中央地方法院民事第44部右陪席法官，不想為迎合別人而活的個人主義法官。認為法官依據本身的同情心輕率地施予所謂的善意是濫權的行為，任何人無論貧富都是自私自利的人，在他的認知裡對於冠冕堂皇的政治理念和理想主義是持否定意見的。喜歡朴車伍琳，與其為高中同學。酒量極度不濟。                                                                     |          |
| 成東鎰 | 韓世尚                    | 首爾中央地方法院民事第44部部長級法官，秉持現實主義的一位法官。重考幾次之後才考上，年紀較同期法官們大上不少，在菁英掛帥的法院，是個非主流的存在。雖然合格的晚、婚結的也晚，但與其他法官不同的是，他清楚這個世界的重量，人必須要吃飯才能活，因此飯杓的重量比任何人事物都來的沉重。在熱血的朴滿滿和事不關己的林正直兩位陪席法官之間，保持著微妙的平衡。 | 何偉誠   |

### 朴充滿周邊人物
| 演員   | 角色   | 介紹                                                                         | 香港配音 |
| 金英玉 |        | 朴充滿的外祖母。                                                             | 姜麗儀   |
| 李太成 | 閔容俊 | 朴充滿的大學前輩，與其同為手語義工學會成員，NJ集團繼承人，世真醫院常任理事。 | 陳健豪   |

### 林正直周邊人物
| 演員   | 角色                    | 介紹                                                                     | 香港配音 |
| 柳德煥 | 鄭寶王 （港譯：程埔王） | 民事第43裁判部右陪席法官，正直與朴充滿的高中同學兼知心好友，喜歡李道妍。 | 陳成港   |
| 朴順天 |                         | 正直的母親。                                                             | 姜麗儀   |
| 高仁範 |                         | 正直的父親。                                                             | 李家傑   |

### 首爾中央地方法院高層
| 演員   | 角色   | 介紹                                                       | 香港配音 |
| 安內相 |        | 法院民事部首席部長法官。                                   | 陳冠宏   |
| 車順裴 | 成公忠 | 法院民事第49部部長法官，與韓世尚為司法院同期。             | 利耀堂   |
| 李原種 | 裴坤大 | 法院民事第43部部長法官，寶王的上司。                       | 李家傑   |
| 金洪發 | 尹載亨 | 首爾中央地方法院長，法院裏最資深的法官，具有超凡的洞察力。 | 黃志明   |
| 朴賢貞 | 洪恩智 | 法院民事第49部陪席法官。                                   | 陳雪瑩   |
| 全鎮基 | 甘成浩 | 部長法官。                                                 | 黃志明   |

### 首爾中央地方法院第44部
| 演員     | 角色   | 介紹                                                                                               | 香港配音 |
| 李伊利雅 | 李道妍 | 民事第44裁判部的速記事務官，辦事極有效率和不失條理，極少有失誤，同時亦為當紅網絡小說家“雪之女王”。 | 何凱怡   |
| 李哲民   | 孟事成 | 民事第44裁判部的參與官。                                                                           | 黃志明   |
| 廉智英   | 尹智英 | 民事第44裁判部的事務官，育有一子，為一個單親媽媽。                                                 | 石梓晴   |
| 李藝恩   | 李丹地 | 法院警衛，體育系大學畢業，前國家跆拳道代表。                                                       | 羅婉楓   |

### 客串演出
| 演員   | 角色   | 介紹                                                 | 香港配音 |
| 柳惠仁 |        | 於龍集團千金小姐，與林正直相親。                     | 羅婉楓   |
| 金明國 | 黃侖潔 | 國會議員，想以林正直學長之名要求其輕判朋友，但被拒。 |          |
| 朴勝泰 |        | 醫療事故死者的母親。                                 | 莊巧兒   |

## 收視率
| 集數       | 播出日期   | AGB收視率        | AGB收視率      | TNmS收視率       |
| 集數       | 播出日期   | 大韓民國（全國） | 首爾（首都圈） | 大韓民國（全國） |
| ---------- | ---------- | ---------------- | -------------- | ---------------- |
| 1          | 2018/05/21 | 3.739%           | 4.179%         | 3.7%             |
| 2          | 2018/05/22 | 4.553%           | 5.201%         | 4.8%             |
| 3          | 2018/05/28 | 5.045%           | 5.487%         | 4.9%             |
| 4          | 2018/05/29 | 4.924%           | 5.147%         | 4.1%             |
| 5          | 2018/06/04 | 4.735%           | 5.049%         | 4.8%             |
| 6          | 2018/06/05 | 5.083%           | 5.612%         | 5.2%             |
| 7          | 2018/06/12 | 4.475%           | 4.726%         | 4.4%             |
| 8          | 2018/06/18 | 4.523%           | 4.660%         | 4.7%             |
| 9          | 2018/06/19 | 4.495%           | 5.053%         | 4.6%             |
| 10         | 2018/06/25 | 3.838%           | 4.262%         | 4.0%             |
| 11         | 2018/06/26 | 3.867%           | 3.946%         | 4.1%             |
| 12         | 2018/07/02 | 3.763%           | 3.825%         | 3.9%             |
| 13         | 2018/07/03 | 3.438%           | 3.704%         | 3.3%             |
| 14         | 2018/07/09 | 4.121%           | 4.494%         | 4.2%             |
| 15         | 2018/07/10 | 4.490%           | 5.354%         | 4.5%             |
| 16         | 2018/07/16 | 5.333%           | 5.916%         | 5.6%             |
| 平均收視率 | 平均收視率 | 4.401%           | 4.788%         | 4.43%            |

- 收視最低的集數以藍色表示，收視最高的集數以紅色表示，而空格則表示該集的收視沒有相關數據。

## 外部連結
- 韓國JTBC官方網站 （页面存档备份，存于）
- 漢摩拉比小姐-DAUM
- 漢摩拉比小姐-NAVER （页面存档备份，存于）

| JTBC 月火劇                                   | JTBC 月火劇                                    | JTBC 月火劇 |
| --------------------------------------------- | ---------------------------------------------- | ----------- |
|                                               | 漢摩拉比小姐 （2018年5月21日 - 2018年7月16日） |             |
| 加油吧威基基 （2018年2月5日 - 2018年4月17日） | Life （2018年7月23日 - 2018年9月11日）         |             |

| 香港 Now劇集台 每日 22:00 - 23:00                                          | 香港 Now劇集台 每日 22:00 - 23:00             | 香港 Now劇集台 每日 22:00 - 23:00                |
| -------------------------------------------------------------------------- | --------------------------------------------- | ------------------------------------------------ |
|                                                                            | 漢摩拉比小姐 （2019年1月12日 - 2019年2月3日） |                                                  |
| Sketch （2018年12月19日 - 2019年1月11日）                                  | 雖然30但仍17 （2019年2月4日 - 2019年2月23日） |                                                  |
| 香港 ViuTV 星期一至五 21:30 - 22:30 · 2019年11月23日（星期六）21:30－22:30 |                                               |                                                  |
| 假設性無罪 （2019年10月3日 - 2019年10月23日）                              | 新紮法官 （2019年10月24日 - 2019年11月23日）  | 想暫停的瞬間 （2019年11月25日 - 2019年12月24日） |